# Film d'exploitation
Il film d'exploitation (o "di sfruttamento") è un filone di film che cerca di sfruttare (exploitation si può tradurre con "sfruttamento") temi che sono di moda, di nicchia o di forte impatto emotivo, come ad esempio il sesso e la violenza.

## Storia
Film del genere sono esistiti fin dagli albori del cinema, e sono divenuti molto popolari negli anni settanta e ottanta, un ventennio in cui, negli Stati Uniti e in Europa, andò allentandosi sempre più la censura cinematografica e affievolendosi la percezione del tabù nel cinema.

## Caratteristiche
La stessa parola inglese exploitation rimanda allo "sfruttamento" di un filone cinematografico ed è un termine che viene usato come etichetta da apporre a spettacoli e film per pubblicizzarli. I "film d'exploitation" sono quelli il cui successo non è dovuto alla qualità del contenuto, ma piuttosto alla pubblicità (per esempio, uno strumento di marketing molto usato da molti film di exploitation è quello di avvertire il pubblico del divieto in cui il film è incorso in una certa regione). Ephraim Katz, autore di The Film Encyclopedia, ha definito i film d'exploitation come:
L'influenza del genere si è estesa al cinema di epoca successiva: essa può essere riscontrata in film come Kill Bill, Grindhouse di Quentin Tarantino e Robert Rodriguez (amanti dichiarati dei film d'exploitation), in buona parte della cinematografia di Takashi Miike (Ichi the Killer) e nei primi due film di Rob Zombie, La casa dei 1000 corpi e La casa del diavolo o addirittura Eli Roth con Cabin Fever o The Green Inferno. Dagli anni novanta, questo genere ha ricevuto attenzione da parte dei circoli accademici, dove è a volte definito "paracinema".

## Il cinema delle grindhouse
Per grindhouse s'intende una sala cinematografica che proietta soprattutto film d'exploitation; spesso gli stessi film d'exploitation vengono chiamati grindhouse. Le grind-house sono note per le maratone non-stop di film di serie B, di solito con due film mostrati di seguito, della stessa serie. Molti di questi cinema cittadini ospitano spettacoli burlesque, con balli e altro materiale frivolo. Iniziato nei tardi anni sessanta e specialmente durante i primi anni settanta, i film d'exploitation mostrati in questi cinema erano imperniati su scene di sesso esplicito, violenza, trame bizzarre o addirittura perverse, e su altri contenuti tabù. Molte grind-house mostravano esclusivamente pellicole pornografiche.
Dagli anni ottanta, l'home video determinò l'obsolescenza delle grind-house. Dalla fine del decennio, questi cinema scomparvero da Los Angeles (dove erano diffusi a Broadway e Hollywood Boulevard), a New York (dove erano diffusi a Times Square) e a San Francisco (dove erano diffusi a Market Street). Dalla metà degli anni novanta del XX secolo in poi, questi cinema sono scomparsi del tutto dagli Stati Uniti d'America.

## Sottogeneri
I film d'exploitation hanno adottato i temi tipici di altri generi cinematografici, come i documentari. I sottogeneri dei film d'exploitation sono categorizzati dalle caratteristiche che usano. A tema, i film d'exploitation possono anche essere influenzati da altri cosiddetti media d'exploitation, come i pulp magazine.

### Exploitation classica

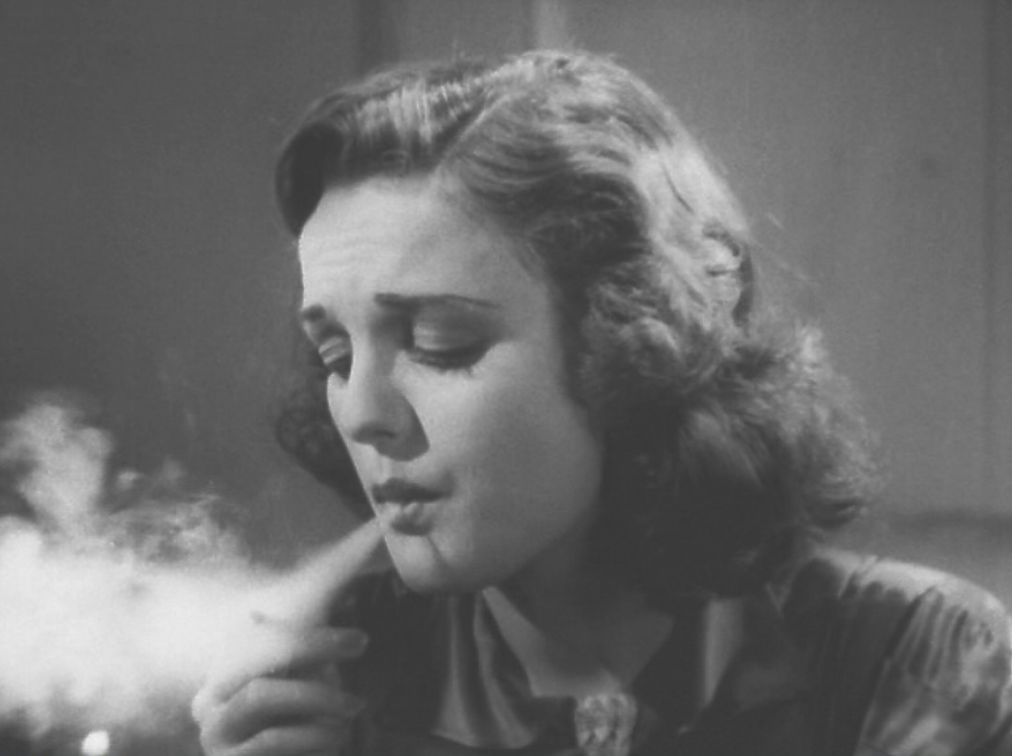
Dorothy Short nel ruolo di Mary Lane in Reefer Madness

I film d'exploitation classici, le prime forme di film d'exploitation, sono film che vennero additati come sensazionali pellicole create sotto l'effetto di droghe o con attività ricreative negli anni trenta e quaranta. Essi furono sensazionali all'epoca, e furono prodotti indipendentemente dalle compagnie degli studios hollywoodiani per aggirare le restrizioni della MPAA e cercando di far ottenere ai cinema che li proiettavano un discreto guadagno. Oggi, comunque, sono rivalutati dagli aficionados per la loro valenza nostalgica e ironica. Forse il più famoso esempio di questi è la storia Reefer Madness, un sensazionale e notoriamente inaccurato tentativo di "demonizzare" la marijuana durante il proibizionismo degli Stati Uniti.
Un tipo particolarmente importante di film d'exploitation di questo periodo era la sex hygiene-exploitation, un tentativo di far ricorrere la popolazione a metodi contraccettivi che rendessero più sicuri i rapporti sessuali. Questi film spesso presentavano "dottori" che descrivevano come fosse meglio assicurarsi di avere un rapporto sicuro. Il film veniva spesso proiettato con un altro dottore in camice bianco che vendeva volantini sull'igiene sessuale alla fine della visione della pellicola. Di solito i produttori guadagnavano di più dalla vendita dei volantini che dai soldi usati per la visione della pellicola. Questo tipo di film era anche conosciuto come "spettacolo di strada", perché era mostrato da città a città ed era promosso come un circo o un festival. Una delle più famose pellicole della sex hygiene-exploitation fu quella di Mom and Dad (1945) del regista William Beaudine, che presentava una scena di parto reale, facendo avvicinare la pellicola alla pornografia legalizzata negli anni quaranta.

### Exploitation nera
I film d'exploitation nera o blaxploitation vennero girati con attori di colore, inizialmente solo per un pubblico nero, e su temi stereotipicamente afroamericani come la vita povera, la droga e la prostituzione. Esempi degli anni settanta sono Shaft il detective, Super Fly, Cleopatra Jones: licenza di uccidere, Coffy, Foxy Brown e Sweet Sweetback's Baadasssss Song.

### Sexploitation
I film di exploitation sessuale o sexploitation, sono simili ai film pornografici softcore, perché il film serve come strumento per mostrare scene in cui sono presenti donne nude o seminude. Mentre molti film contengono scene di sesso forti, la sexploitation mostra queste scene più esplicitamente rispetto alle altre pellicole, spesso allargando le sequenze mostranti nudità. Tra i film più noti di sexploitation vi sono quelli di Jesús Franco, che si uniscono all'horror, quelli di Russ Meyer e quelli di Andy Sidaris.

### Shock exploitation
I film della shock exploitation sono quelli contenenti scene o sequenze miranti a terrorizzare il pubblico. Questi tipi di film d'exploitation focalizzano su contenuti normalmente ritenuti tabù, come violenza esplicita estremamente realistica, stupri, zoofilia e scene di incesto. Esempi di shock-exploitation sono le pellicole L'ultima casa a sinistra, Ilsa la belva delle SS, Fight for your life, Run and Kill, Bald Headed Betty, Last House on Dead End Street, Vase de Noces, Baise moi - Scopami, Thriller, Non violentate Jennifer, Tromeo and Juliet e Distretto 13 - Le brigate della morte. Il critico Roger Ebert ha detto che Non violentate Jennifer è «il peggior film mai realizzato, fa star male, orribile ed eccessivo». Qualche volta questi film pretendono di raccontare una storia vera, come la pellicola giapponese Concrete, che parla dell'omicidio di Junko Furuta. Il sotto-sottogenere dei falsi snuff movie potrebbe includere anche il secondo capitolo della saga di Guinea Pig, Guinea Pig 2: Flower of Flesh and Blood (ギニーピッグ2 血肉の華?, Ginī Piggu: Chiniku no Hana), sempre giapponese.

### Bikexploitation
Il selvaggio (1953), con Marlon Brando, fu probabilmente il primo film di questo sottogenere che di solito focalizzava su bande di motociclisti che si divertivano a somministrare "dosi" di sesso e violenza alle povere vittime. La maggior parte di questi film vennero realizzati dalla seconda metà degli anni sessanta sino ai primi anni settanta. Tra i più importanti, I selvaggi di Roger Corman, Angeli dell'inferno su due ruote di Richard Rush, Violence di Tom Laughlin, Satan's Sadists di Al Adamson, Un mucchio di bastardi di Jack Starrett e Quattro sporchi bastardi di Seymour Robbie. Il codificatore del genere è probabilmente Motorpsycho! di Russ Meyer; influenze del genere si possono riscontrare anche in lavori successivi come Easy Rider - Libertà e paura di Dennis Hopper, Arancia meccanica di Stanley Kubrick, Mad Max di George Miller e Rusty il selvaggio di Francis Ford Coppola.

### I film sui cannibali
I film sui cannibali, anche detti di "genere cannibale", sono una collezione di film esplicitamente violenti prodotti dai primi anni settanta sino agli anni ottanta, inizialmente solo da registi italiani. Questi film principalmente s'incentravano sulla tortura e il cannibalismo di tribù rimaste all'età della pietra nel Sud America o nelle foreste pluviali asiatiche, di solito perpetrate nei confronti di occidentali che le tribù tenevano prigionieri e che alla fine si rivelavano più selvaggi dei cannibali. Simili in certi aspetti ai "mondo film", la peculiarità dei film sui cannibali era la messa in mostra di località esotiche e violenza esplicita.
Quello dei film sui cannibali fu un genere di exploitation molto popolare tra gli anni settanta e gli anni ottanta, in seguito alla proiezione di Il paese del sesso selvaggio di Umberto Lenzi, il primo film a mostrare alle platee il cannibalismo, nel 1972. Nel 1977, Ruggero Deodato produsse e diresse Ultimo mondo cannibale, ispirando diversi altri registi nel periodo successivo, denominato per questo "boom della cannibal-exploitation". Questo periodo vide anche la creazione del più famoso film del sottogenere, Cannibal Holocaust (che influenzò The Blair Witch Project - Il mistero della strega di Blair). Dopo il 1981, il genere iniziò a decadere, e i film divennero sempre più rari. Nel 1985, Michele Massimo Tarantini creò Nudo e selvaggio, l'ultimo esempio del genere.

### Film sugli zombi

Un'immagine dal film Zombi Holocaust di Marino Girolami

I film sugli zombi sono quelli che, prendendo spunto dai classici film di zombie, cambiano la trama per far sì che vengano mostrate più scene di nudità e violenza oltre il limite. Nonostante i film sugli zombi siano esistiti sin dagli anni trenta, prima degli anni settanta essi non entrarono nel mirino dell'exploitation. La maggior parte dei film sugli zombi vennero diretti da registi italiani, che seguirono il successo di Zombi di George A. Romero. Quasi contemporaneamente all'uscita della pellicola, uscì Zombi 2, diretto da Lucio Fulci, che si prefissò di battere il successo della pellicola di Romero.
A differenza di Zombi, Zombi 2 includeva diverse scene lunghe di nudità e una più consistente quantità di violenza: l'exploitation degli zombi era appena nata. Diversi imitatori crearono spin-off e seguiti (inclusi Zombi 3 e Oltre la morte - inizialmente diffuso con il titolo di Zombi 4), portando la mania europea dilagante per gli zombi al massimo (Fulci avrebbe contribuito anche con le sue due pellicole Paura nella città dei morti viventi e ...e tu vivrai nel terrore! - L'aldilà). Dal punto di vista dell'exploitation, uno dei più noti film d'exploitation sugli zombi è Zombi Holocaust di Marino Girolami, che univa elementi della zombiexploitation con quelli dei cannibal movie. Elementi d'influenza del genere si possono riscontrare in Grindhouse - Planet Terror di Robert Rodriguez (2007).

### Film splatter
Un film splatter o gore è un film incentrato sugli aspetti espliciti della violenza. Questi film, mediante l'uso di effetti speciali, sangue e talvolta di interiora, vogliono mostrare al pubblico l'estrema fragilità del corpo umano.
Volendo illustrare immagini che potrebbero essere scioccanti, i film splatter hanno le proprie radici nel movimento dell'"arte trasgressiva". Come genere a sé stante, gli splatter iniziarono a proliferare nella prima metà degli anni sessanta con i film di Herschell Gordon Lewis e David F. Friedman, che divennero noti per pellicole come Blood Feast (1963) e 2000 Maniacs (1964). Dagli anni settanta lo splatter ha affrontato le tematiche dei serial killer, spesso nascosti in comunità rurali, come in Invasion of the Blood Farmers di Ed Adlum, Non aprite quella porta di Tobe Hooper e Le colline hanno gli occhi di Wes Craven.

### Spaghetti western

Il duello finale di Per un pugno di dollari

Gli spaghetti-western sono un sottogenere dei film western che iniziò a emergere durante la seconda metà degli anni sessanta, così soprannominati perché venivano prodotti per la maggior parte da studi italiani. Il primo esempio del genere è Per un pugno di dollari di Sergio Leone. Inizialmente erano tutti caratterizzati dall'italiano come lingua principale, budget limitati e una fotografia minimalista e "violenta", che quindi tendeva a smitizzare molte delle convenzioni dei primi western di John Ford. Non a caso i protagonisti degli spaghetti-western erano quasi sempre banditi, pistoleri, malviventi, evasi di galera, cacciatori di taglie e stranieri senza nome (come l'Uomo senza nome di Clint Eastwood). Alcuni pensano che il nome "spaghetti western" derivi anche dal fatto che nei film in questione, il sangue era sparso copiosamente, come appunto il sugo degli spaghetti.
Influenze del genere si riscontrano anche oggi. Il regista Quentin Tarantino ha più volte asserito di amare il genere e di rifarsi al regista/icona, Sergio Leone. Tra gli altri registi da ricordare, Sergio Corbucci e Sergio Sollima.

### I "mondo film"
I "mondo film", spesso chiamati "documentari shock", sono film simili ai documentari che trovano il loro fulcro su argomenti sensazionalizzati, come le usanze esotiche internazionali e scene di morte e violenza uniche ma realistiche. Simile a quello della shock exploitation, l'obiettivo dei "mondo film" è essere fulminanti per il pubblico non solo perché hanno a che fare con elementi tabù (per esempio, costumi sessuali stranieri o varietà di comportamenti violenti nelle varie società), ma anche perché l'azione ripresa è reale. Nonostante una buona quantità di "mondo film" contenga una certa dose di materiale educativo, di molti non si sa nemmeno come siano stati girati, e di molti altri invece è sin troppo evidente la finzione.
Lo stesso nome "Mondo" viene dal primo film di successo del genere, Mondo cane di Gualtiero Jacopetti. Mondo cane venne seguito da un numero di sequel e spin-off, molti dei quali vennero prodotti in Italia. I "mondo film" continuarono a essere dei gradini importanti dell'exploitation durante gli anni sessanta e gli anni settanta, quando lo stile del cinema iniziò a cambiare. Mentre all'inizio questi film contenevano immagini di usi e costumi di altre civiltà, dal 1978 con il film Le facce della morte il genere iniziò ad approdare sempre più gradualmente alla violenza e ai rituali di morte delle tribù sottosviluppate. Da quel momento i "mondo film" si avvicinarono ai cannibal movie e ai death film, che non presentano come i predecessori incidenti, suicidi e pratiche di morte filmate dal vivo.

### La seconda blaxploitation:women in prison films
I film sulle donne in prigione sono quelle pellicole che mostrano donne prigioniere torturate, umiliate e forzate a prender parte a giochi di carattere sessuale da guardiani e direttori di carceri pervertiti e sadici. Di solito, in questi film, i prigionieri si rivoltano contro i loro aguzzini. Come per la sexploitation, il fulcro di questi film è l'alto contenuto di scene di sesso (sempre restando nel campo del softcore) o, come per la shock exploitation, l'alto contenuto di scene di tortura e crudeltà. Tra i capisaldi si annoverano  Donne in catene con Pam Grier e la tetralogia di Female prisoner 701 scorpion con Meiko Kaji.

### Nazisploitation
La nazisploitation è un sottogenere di film che ha come caratteristica principale, le crudeli vicende dei nazisti durante la seconda guerra mondiale. Molto spesso nei film di nazisploitation sono presenti anche elementi del genere donne in prigione e sexploitation, dove la figura femminile subisce atti di violenza e crudeltà da parte delle gerarchie naziste. Il titolo più rappresentativo del genere è Ilsa la belva delle SS del 1975 diretto da Don Edmonds. Molti elementi riconducibili al genere sono già presenti in pellicole come L'uomo del banco dei pegni diretto da Sidney Lumet del 1964 o Camp 7 - Lager femminile, diretto da Lee Frost nel 1969.

### Altri esempi

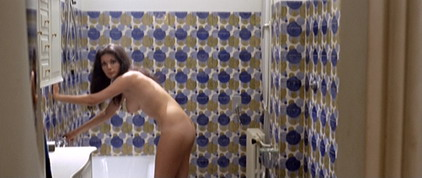
Edwige Fenech nel film Lo strano vizio della signora Wardh di Sergio Martino

- Bikersploitation (o Biker Movies o Outlaw Biker film): film in cui i protagonisti sono ribelli su due ruote, spesso membri di gang di motociclisti. Popolarizzato con Il selvaggio (1953) con Marlon Brando, Il genere esplose a metà degli anni Sessanta per il forte risalto mediatico degli Hells Angels nei media dell'epoca, in particolare dopo la pubblicazione del reportage di Hunter S. Thompson Hell's Angels (1967). Il genere trovò nuova linfa nella controcultura dopo l'uscita di Easy Rider (1969) di Dennis Hopper.
- Bruceploitation: film che cercavano di lucrare dalla recente morte di Bruce Lee avvenuta nel 1973, spesso con protagonisti sosia del celebre attore.
- Canuxploitation: film girati e ambientati in Canada.
- Christploitation: film con forti connotazioni religiose cristiane. Al contrario del semplice cinema religioso, il termine Christploitation si riferisce principalmente a film con tematiche religiose particolarmente grossolane e spesso involontariamente comiche, quasi sempre con intento didascalico e moralistico.
- Teensploitation: film interpretati da attori adolescenti o con trame orientate sul mondo degli adolescenti, che trattano argomenti come droga, sesso, alcol, violenza e criminalità. Il genere trovò ampio risalto già negli anni Cinquanta col nome di Juvenile Delinquent movie (spesso abbreviato in JD), film con protagonisti adolescenti ribelli.
- Discoploitation: film di fine anni '70 che tentavano di lucrare sul successo de La Febbre del Sabato Sera, recuperandone gli elementi più superficiali.
- Eurospy (o Spaghetti Spy): film spesso di produzione italiana, francese e spagnola a basso o bassissimo budget che tentavano di seguire o di parodizzare la moda dei film di spionaggio britannici scoppiata con il primo capitolo della serie di James Bond (Agente 007 - Licenza di uccidere, del 1962) nel corso degli anni Sessanta.
- Hickspolitation (talvolta Hixploitation): Film exploitation che si basano su rappresentazioni stereotipate (spesso particolarmente negative) sulla popolazione bianca redneck e hillbilly del Sud degli Stati Uniti o degli Appalachi.
- Hippiesploitation: film realizzati negli anni '60 e all'inizio degli anni '70 incentrati sulla controcultura hippie, che mostrano in maniera sensazionalistica stereotipi di quella controcultura come l'uso di marijuana e LSD, amore libero ed elementi psichedelici.
- Giallo: thriller o horror italiano, spesso con contenuto violento o erotico (Lo strano vizio della signora Wardh - Sergio Martino);
- Nunsploitation: film con suore in situazioni pericolose o erotiche;
- Midgetsploitation: film che hanno per protagonisti persone affette da nanismo o comunque da patologie simili, coinvolte in situazioni solitamente comiche e grottesche, in cui il loro handicap fisico diventa il motivo principale d'attrazione dell'intera pellicola, quasi ai livelli dei vecchi freakshow. Tra gli esempi più palesi vanno ricordati il western The Terror of Tiny Town (1938), interamente interpretato da attori nani (e probabilmente l'apripista di questo sottogenere); il grottesco Anche i nani hanno cominciato da piccoli (1970) di Werner Herzog, la commedia-noir La gang dei bassotti (1973) e l'horror-erotico The Sinful Dwarf (1973).
- Rape and revenge (spesso abbreviato in R&R): film in cui la protagonista (spesso femminile) subisce una violenza sessuale, o a volte una grave umiliazione, con seguente vendetta della medesima ai danni dei suoi persecutori;
- Dyxploitation: film con lesbiche;
- Gayploitation: film con gay;
- Spencerhillsploitetion: film commedia che avevano un duo di imitatori della popolarissima coppia Bud Spencer e Terence Hill e che ripetevano la medesima miscela risse e risate; il duo più noto erano Simone e Matteo, che ebbero ai tempi un certo modesto successo;
- Djangosploitation: film che sfruttavano l'onda del successo dell'omonimo film di Corbucci aventi un pistolero protagonista con il medesimo nome e che condivideva anche diverse caratteristiche;
- Redsploitation: film aventi per protagonisti personaggi nativi americani (o comunità amerindie generiche) quasi sempre interpretati da attori bianchi, che di solito cercano vendetta sui loro aguzzini bianchi, dopo una lunga serie di brutali abusi ai danni loro e dei loro cari.
- Mexploitation: film realizzati in Messico, che sfruttano elementi della cultura popolare (come la Lucha Libre) o del folklore locale.
- Ozploitation: film girati e ambientati in Australia.
- Pornochanchada: film girati in Brasile tra gli anni '70 e primi '80, spesso di impianto comico ma con forti elementi erotici talvolta sconfinanti nel pornografico, quest'ultimi soprattutto con le produzioni del sottogenere Boca do Lixo, dal nome di una strada di Sao Paulo famosa per l'altissimo tasso di crimine in cui questi film venivano prodotti e/o ambientati.
- Caligola movie: film nati dal successo della pellicola Caligola (1979) di Tinto Brass, e che tentavano di riproporne e sfruttarne la medesima commistione di pornografia/splatter in una cornice da peplum sui generis; come Caligola - La storia mai raccontata (1982) (ed il suo derivato hardcore, Caligola - Follia del potere (1996)) di Joe D'Amato, Messalina, Messalina! (1977) di Bruno Corbucci, Le calde notti di Caligola (1977) di Roberto Bianchi Montero e Caligola e Messalina (1981) di Antonio Passalia e Bruno Mattei.
- Etruriansplitation: film di genere horror aventi per tema antichi manufatti maledetti connessi alla civiltà etrusca; ne fanno parte i film L'etrusco uccide ancora (1972), Le notti del terrore (1982), Assassinio al cimitero etrusco (1982) e La maschera etrusca (2007);
- Slasher: film in cui il protagonista è un maniaco omicida (spesso mascherato) che dà la caccia a un gruppo di persone (spesso giovani) in uno spazio più o meno delimitato, utilizzando in genere armi da taglio per ucciderli in modo cruento.
- Vetsploitation: film in cui il protagonista è un veterano della guerra del Vietnam, spesso con disturbo da stress post-traumatico, che diventano antieroi, i Vetsploitation emersero già nei primissimi anni Settanta, periodo in cui l'argomento era di enorme impatto emotivo e in cui si verificarono le prime diagnosi tra i veterani. Il fattore essenziale è che i vetsploitation non sono film di guerra ma si focalizzano sulle conseguenze della guerra tra i soldati ritornati a casa. Tra gli esempi più famosi Taxi Driver (1976), Rolling Thunder (1977), La nona configurazione (1980), Rambo (1982) e Combat Shock (1984)
- Women in Prison (spesso abbreviato in WIP): film ambientanti in carceri femminili, talvolta con velleitari e vaghi messaggi di denuncia ma in realtà occasione per sfruttare il voyeurismo dello spettatore con elementi ricorrenti di torture, sadismo e lesbismo.

Alcuni film d'exploitation spaziano da categoria a categoria liberamente. Let Me Die a Woman di Doris Wishman contiene elementi della sexploitation e della shock exploitation, ad esempio.

## Registi associati con i film d'exploitation
- Mario Bava
- William "One Shot" Beaudine
- Larry Clark
- Roger Corman
- Joe D'Amato
- Ruggero Deodato
- David E. Durston
- Al Adamson
- Dwain Esper
- Jack Starrett
- Michael e Roberta Findlay
- Jess Franco
- William Girdler
- Jack Hill

- Gualtiero Jacopetti
- Lloyd Kaufman
- José Ramón Larraz
- Umberto Lenzi
- Herschell Gordon Lewis
- Bruno Mattei
- Radley Metzger
- Russ Meyer
- Lee Frost
- Takashi Miike
- Fred Olen Ray
- Robert Rodriguez
- Jean Rollin

- Eli Roth
- Juan Piquer Simón
- Ray Dennis Steckler
- Quentin Tarantino
- Melvin Van Peebles
- Pete Walker
- Richard Rush
- John Waters
- Doris Wishman
- Ed Wood, Jr.
- Jim Wynorski
- Meir Zarchi
- Rob Zombie

## Altre importanti figure nei film d'exploitation
- Kroger Babb
- Ralph Bakshi
- Wes Craven
- David F. Friedman
- Lucio Fulci
- Media Blasters
- Andy Milligan
- Bob Murawski
- K. Gordon Murray
- Harry Novak
- Sage Stallone
- Troma
- George David Weiss